# Pierre-Oscar Réveil
Pour les articles homonymes, voir Réveil.
Pierre-Oscar Réveil, né le 21 mai 1821 à Villeneuve-de-Marsan (Landes) et mort le 8 juin 1865 à Versailles, est un docteur en pharmacie français, auteur de nombreuses publications dans les domaines médical et pharmaceutique. 

## Biographie
Ayant perdu son père et sa mère assez jeune, Pierre-Oscar Réveil est placé comme élève dans une pharmacie avant d'avoir pu faire des études qui l'obligèrent par la suite à consentir des efforts pour rattraper ce retard. Sur les conseils de son oncle, devenu plus tard sénateur, il vient à Paris pour entreprendre des études de pharmacie. 
Nommé interne en pharmacie des hôpitaux en 1842, puis pharmacien des hôpitaux en 1850, il passe docteur en médecine en 1856 en soutenant une thèse sur l'opium. En 1857, il devient agrégé de toxicologie à l'École de pharmacie et agrégé de matière médicale et de thérapeutique à la Faculté de médecine. Il n'en finit pas d'étudier puisque quelques jours avant sa mort il soutenait deux thèses devant la Faculté des sciences de Lyon pour acquérir le grade de docteur ès sciences.
Il embrasse donc une double carrière, hospitalière et universitaire, pour terminer la première comme pharmacien-chef de l'Hôpital Necker-Enfants malades à Paris. Ses travaux universitaires portent aussi bien sur la toxicologie et l'hygiène que la thérapeutique, la matière médicale et l'hydrologie.

## Distinctions honorifiques[1]
- archiviste de la Société de pharmacie de Paris
- trésorier de la Société d'hydrologie de Paris
- membre de la Société d'encouragement pour l'industrie nationale
- membre correspondant de la Faculté de médecine de Lyon
- membre correspondant du collège pharmaceutique de Barcelone

## Publications
- Formulaire raisonné des médicaments nouveaux, suivi de notions sur l'aérothérapie, l'hydrothérapie, l'électrothérapie, la kinésithérapie et l'hydrologie médicale[4], 1864
- Traité de l'art de formuler en collaboration avec M. le Professeur Trousseau, 1851
- Traité de botanique générale (en quatre volumes) en collaboration avec MM. Gérard et Hérincq
- Flore médicale usuelle du XIXe siècle (en six volumes) en collaboration avec M. Dupuis
- Traduction et annotation de l'ouvrage de Georges William Septimus Piesse : Des odeurs, des parfums et des cosmétiques
- L'annuaire pharmaceutique, destiné aux pharmaciens pour leur permettre de maintenir leurs compétences, publié en 1863 et 1864, interrompu par son décès en 1865
- Des cosmétiques au point de vue de l'hygiène[5], 1862
- Études sur les eaux d'Eugénie-les-Bains[6], 1862